# Yaginumena maculosa
Yaginumena maculosa är en spindelart som först beskrevs av Yoshida och Ono 2000.  Yaginumena maculosa ingår i släktet Yaginumena och familjen klotspindlar. Inga underarter finns listade i Catalogue of Life.